# Greg Smith
Gregory D. "Greg" Smith är en amerikansk företagsledare som senast var finansdirektör för den globala flygplanstillverkaren The Boeing Company mellan 2012 och den 9 juli 2022. Han är ledamot i koncernstyrelserna för elektronikföretaget Intel Corporation och flygbolaget American Airlines.
Smith har arbetat under större delar av sin yrkeskarriär inom Boeing, med en avstickare hos försvarskoncernen Raytheon Company. Han var tillförordnad VD för Boeing mellan den 23 december 2019 och den 13 januari 2020, när Dennis A. Muilenburg fick sparken respektive Dave Calhoun efterträdde.
Smith avlade en kandidatexamen i företagsekonomi vid Kennedy-Western University.